# Cranichis lehmanniana
Cranichis lehmanniana är en orkidéart som först beskrevs av Friedrich Fritz Wilhelm Ludwig Kraenzlin, och fick sitt nu gällande namn av Louis Otho Otto Williams. Cranichis lehmanniana ingår i släktet Cranichis, och familjen orkidéer. Inga underarter finns listade i Catalogue of Life.